# Luise von Preußen (1808–1870)

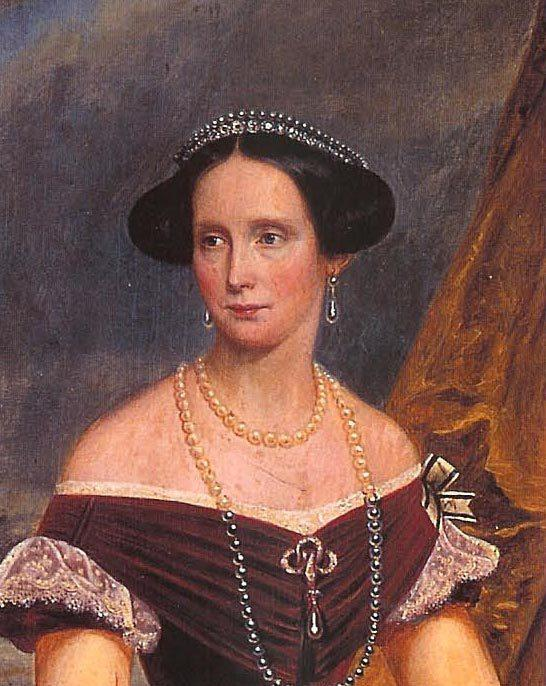
Luise von Preußen, Prinzessin der Niederlande

Luise Auguste Wilhelmine Amalie von Preußen (* 1. Februar 1808 in Königsberg; † 6. Dezember 1870 im Haus de Pauw in Wassenaar) war eine Prinzessin von Preußen aus dem Haus der Hohenzollern und durch Heirat Prinzessin der Niederlande.

## Leben

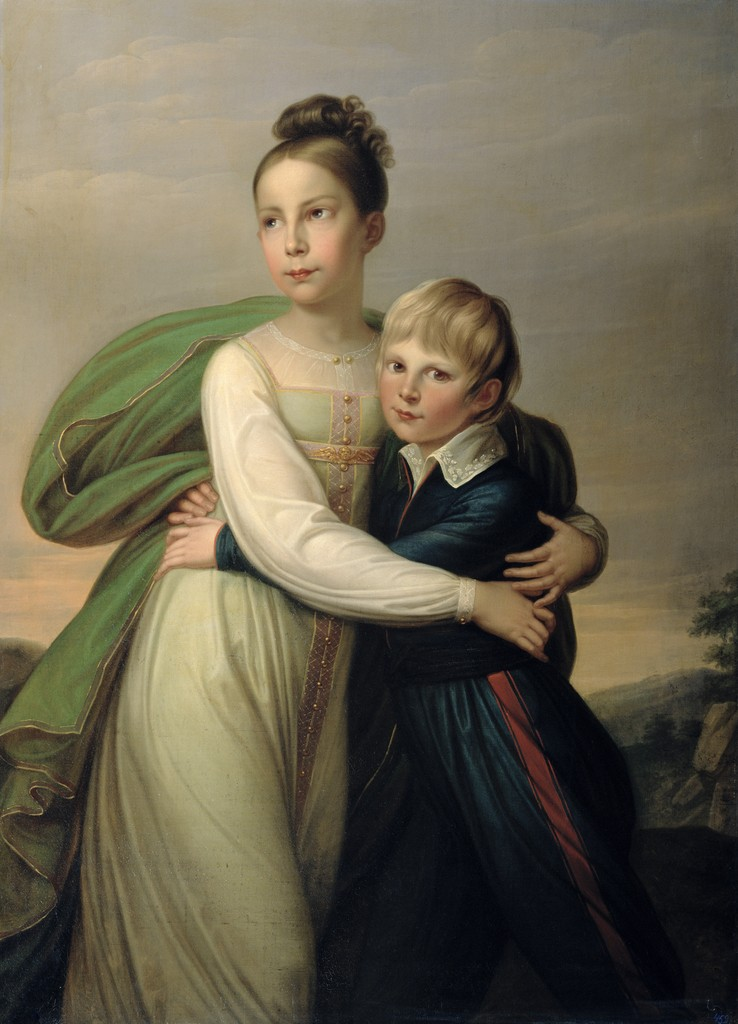
Luise und ihr Bruder Albrecht, gemalt von Gerhard von Kügelgen

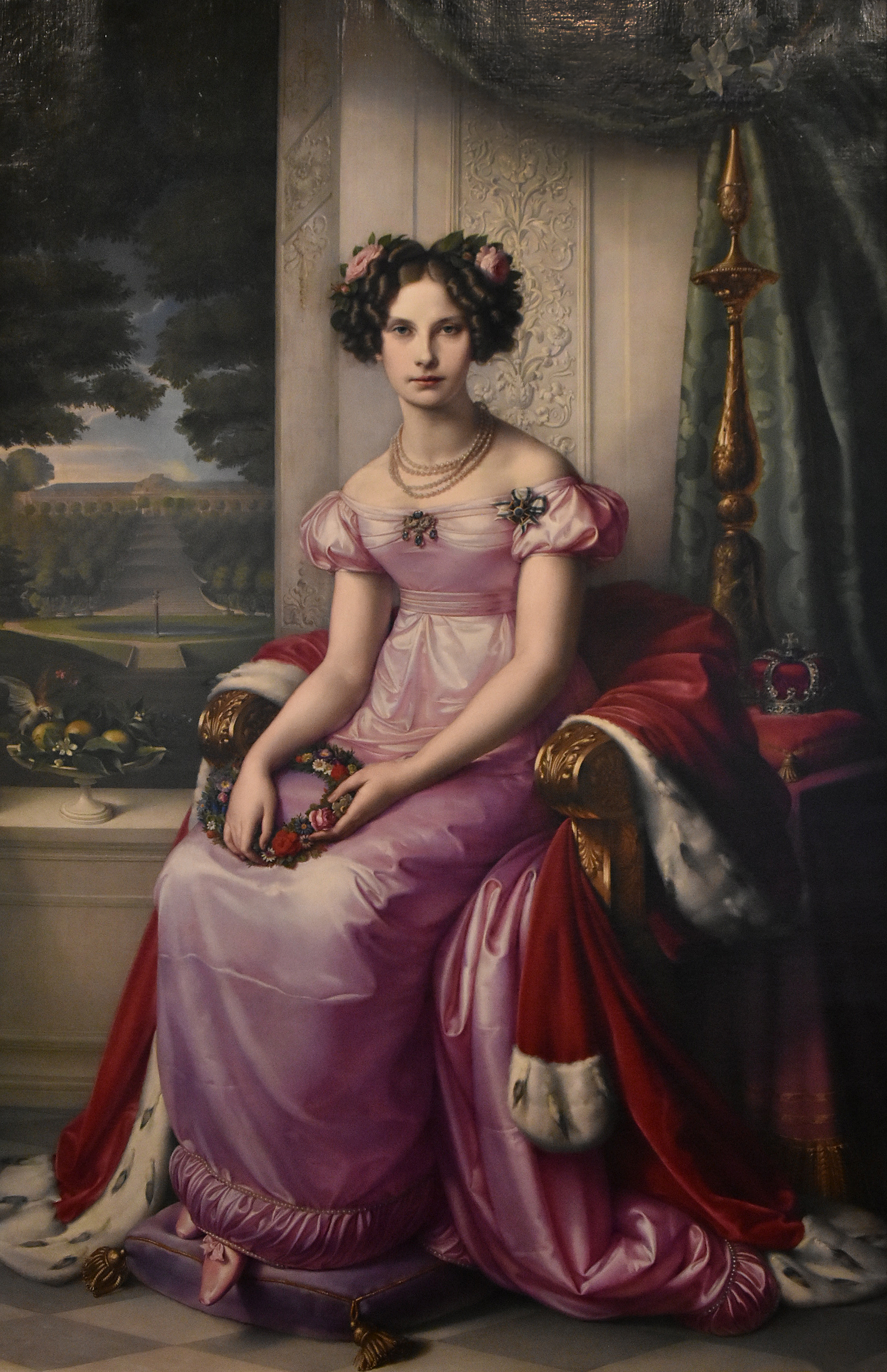
Luise von Preußen

Luise war die jüngste Tochter des Königs Friedrich Wilhelm III. von Preußen (1770–1840) aus dessen Ehe mit Luise (1776–1810), Tochter des Großherzogs Karl II. von Mecklenburg-Strelitz. Als Paten der Prinzessin fungierten die Stände Ostpreußens.
Luise heiratete am 21. Mai 1825 in Berlin ihren Cousin Prinz Friedrich der Niederlande (1797–1881). 1839 schenkte ihr Vater ihr das Schloss Schildau im Hirschberger Tal, das sie im neugotischen Stil umbauen ließ. Sie lebte mit ihrem Mann in den Niederlanden sowie auf dem 1846 erworbenen Schloss Muskau.
Nach Luise ist die Luisenstraße in Berlin-Mitte benannt.

## Nachkommen
Aus ihrer Ehe hatte Luise folgende Kinder:
- Luise (1828–1871)

⚭ 1850 König Karl XV. von Schweden (1826–1872)
- Friedrich (1833–1834)
- Wilhelm (1836–1846)
- Marie (1841–1910)

⚭ 1871 Fürst Wilhelm zu Wied (1845–1907)

## Abstammung
| Friedrich Wilhelm I. (König in Preußen) ⚭ Sophie Dorothea | Friedrich Wilhelm I. (König in Preußen) ⚭ Sophie Dorothea | Friedrich Wilhelm I. (König in Preußen) ⚭ Sophie Dorothea | Friedrich Wilhelm I. (König in Preußen) ⚭ Sophie Dorothea | Friedrich Wilhelm I. (König in Preußen) ⚭ Sophie Dorothea | Friedrich Wilhelm I. (König in Preußen) ⚭ Sophie Dorothea |  |  | Ferdinand Albrecht II. (Herzog von Braunschweig-Wolfenbüttel) ⚭ Antoinette Amalie | Ferdinand Albrecht II. (Herzog von Braunschweig-Wolfenbüttel) ⚭ Antoinette Amalie | Ferdinand Albrecht II. (Herzog von Braunschweig-Wolfenbüttel) ⚭ Antoinette Amalie | Ferdinand Albrecht II. (Herzog von Braunschweig-Wolfenbüttel) ⚭ Antoinette Amalie | Ferdinand Albrecht II. (Herzog von Braunschweig-Wolfenbüttel) ⚭ Antoinette Amalie | Ferdinand Albrecht II. (Herzog von Braunschweig-Wolfenbüttel) ⚭ Antoinette Amalie |  |  | Ludwig VIII. (Landgraf von Hessen-Darmstadt) ⚭ Charlotte | Ludwig VIII. (Landgraf von Hessen-Darmstadt) ⚭ Charlotte | Ludwig VIII. (Landgraf von Hessen-Darmstadt) ⚭ Charlotte | Ludwig VIII. (Landgraf von Hessen-Darmstadt) ⚭ Charlotte | Ludwig VIII. (Landgraf von Hessen-Darmstadt) ⚭ Charlotte | Ludwig VIII. (Landgraf von Hessen-Darmstadt) ⚭ Charlotte |  |  | Christian III. (Herzog von Pfalz-Zweibrücken) ⚭ Karoline | Christian III. (Herzog von Pfalz-Zweibrücken) ⚭ Karoline | Christian III. (Herzog von Pfalz-Zweibrücken) ⚭ Karoline | Christian III. (Herzog von Pfalz-Zweibrücken) ⚭ Karoline | Christian III. (Herzog von Pfalz-Zweibrücken) ⚭ Karoline | Christian III. (Herzog von Pfalz-Zweibrücken) ⚭ Karoline |  |  | Adolf Friedrich II. (Herzog von Mecklenburg-Strelitz) ⚭ Christiane Emilie Antonie | Adolf Friedrich II. (Herzog von Mecklenburg-Strelitz) ⚭ Christiane Emilie Antonie | Adolf Friedrich II. (Herzog von Mecklenburg-Strelitz) ⚭ Christiane Emilie Antonie | Adolf Friedrich II. (Herzog von Mecklenburg-Strelitz) ⚭ Christiane Emilie Antonie | Adolf Friedrich II. (Herzog von Mecklenburg-Strelitz) ⚭ Christiane Emilie Antonie | Adolf Friedrich II. (Herzog von Mecklenburg-Strelitz) ⚭ Christiane Emilie Antonie |  |  | Ernst Friedrich I. (Herzog von Sachsen-Hildburghausen) ⚭ Sophia Albertine | Ernst Friedrich I. (Herzog von Sachsen-Hildburghausen) ⚭ Sophia Albertine | Ernst Friedrich I. (Herzog von Sachsen-Hildburghausen) ⚭ Sophia Albertine | Ernst Friedrich I. (Herzog von Sachsen-Hildburghausen) ⚭ Sophia Albertine | Ernst Friedrich I. (Herzog von Sachsen-Hildburghausen) ⚭ Sophia Albertine | Ernst Friedrich I. (Herzog von Sachsen-Hildburghausen) ⚭ Sophia Albertine |  |  | Ludwig VIII. (Landgraf von Hessen-Darmstadt) ⚭ Charlotte | Ludwig VIII. (Landgraf von Hessen-Darmstadt) ⚭ Charlotte | Ludwig VIII. (Landgraf von Hessen-Darmstadt) ⚭ Charlotte | Ludwig VIII. (Landgraf von Hessen-Darmstadt) ⚭ Charlotte | Ludwig VIII. (Landgraf von Hessen-Darmstadt) ⚭ Charlotte | Ludwig VIII. (Landgraf von Hessen-Darmstadt) ⚭ Charlotte |  |  | Christian Karl Reinhard ⚭ Katharina Polyxena | Christian Karl Reinhard ⚭ Katharina Polyxena | Christian Karl Reinhard ⚭ Katharina Polyxena | Christian Karl Reinhard ⚭ Katharina Polyxena | Christian Karl Reinhard ⚭ Katharina Polyxena | Christian Karl Reinhard ⚭ Katharina Polyxena |  |  |  |  |  |  |  |  |  |  |  |  |  |  |  |  |  |  |  |  |  |  |  |  |  |  |  |  |  |  |  |  |  |  |  |  |  |  |  |  |  |  |  |  |  |  |  |  |
| Friedrich Wilhelm I. (König in Preußen) ⚭ Sophie Dorothea | Friedrich Wilhelm I. (König in Preußen) ⚭ Sophie Dorothea | Friedrich Wilhelm I. (König in Preußen) ⚭ Sophie Dorothea | Friedrich Wilhelm I. (König in Preußen) ⚭ Sophie Dorothea | Friedrich Wilhelm I. (König in Preußen) ⚭ Sophie Dorothea | Friedrich Wilhelm I. (König in Preußen) ⚭ Sophie Dorothea |  |  | Ferdinand Albrecht II. (Herzog von Braunschweig-Wolfenbüttel) ⚭ Antoinette Amalie | Ferdinand Albrecht II. (Herzog von Braunschweig-Wolfenbüttel) ⚭ Antoinette Amalie | Ferdinand Albrecht II. (Herzog von Braunschweig-Wolfenbüttel) ⚭ Antoinette Amalie | Ferdinand Albrecht II. (Herzog von Braunschweig-Wolfenbüttel) ⚭ Antoinette Amalie | Ferdinand Albrecht II. (Herzog von Braunschweig-Wolfenbüttel) ⚭ Antoinette Amalie | Ferdinand Albrecht II. (Herzog von Braunschweig-Wolfenbüttel) ⚭ Antoinette Amalie |  |  | Ludwig VIII. (Landgraf von Hessen-Darmstadt) ⚭ Charlotte | Ludwig VIII. (Landgraf von Hessen-Darmstadt) ⚭ Charlotte | Ludwig VIII. (Landgraf von Hessen-Darmstadt) ⚭ Charlotte | Ludwig VIII. (Landgraf von Hessen-Darmstadt) ⚭ Charlotte | Ludwig VIII. (Landgraf von Hessen-Darmstadt) ⚭ Charlotte | Ludwig VIII. (Landgraf von Hessen-Darmstadt) ⚭ Charlotte |  |  | Christian III. (Herzog von Pfalz-Zweibrücken) ⚭ Karoline | Christian III. (Herzog von Pfalz-Zweibrücken) ⚭ Karoline | Christian III. (Herzog von Pfalz-Zweibrücken) ⚭ Karoline | Christian III. (Herzog von Pfalz-Zweibrücken) ⚭ Karoline | Christian III. (Herzog von Pfalz-Zweibrücken) ⚭ Karoline | Christian III. (Herzog von Pfalz-Zweibrücken) ⚭ Karoline |  |  | Adolf Friedrich II. (Herzog von Mecklenburg-Strelitz) ⚭ Christiane Emilie Antonie | Adolf Friedrich II. (Herzog von Mecklenburg-Strelitz) ⚭ Christiane Emilie Antonie | Adolf Friedrich II. (Herzog von Mecklenburg-Strelitz) ⚭ Christiane Emilie Antonie | Adolf Friedrich II. (Herzog von Mecklenburg-Strelitz) ⚭ Christiane Emilie Antonie | Adolf Friedrich II. (Herzog von Mecklenburg-Strelitz) ⚭ Christiane Emilie Antonie | Adolf Friedrich II. (Herzog von Mecklenburg-Strelitz) ⚭ Christiane Emilie Antonie |  |  | Ernst Friedrich I. (Herzog von Sachsen-Hildburghausen) ⚭ Sophia Albertine | Ernst Friedrich I. (Herzog von Sachsen-Hildburghausen) ⚭ Sophia Albertine | Ernst Friedrich I. (Herzog von Sachsen-Hildburghausen) ⚭ Sophia Albertine | Ernst Friedrich I. (Herzog von Sachsen-Hildburghausen) ⚭ Sophia Albertine | Ernst Friedrich I. (Herzog von Sachsen-Hildburghausen) ⚭ Sophia Albertine | Ernst Friedrich I. (Herzog von Sachsen-Hildburghausen) ⚭ Sophia Albertine |  |  | Ludwig VIII. (Landgraf von Hessen-Darmstadt) ⚭ Charlotte | Ludwig VIII. (Landgraf von Hessen-Darmstadt) ⚭ Charlotte | Ludwig VIII. (Landgraf von Hessen-Darmstadt) ⚭ Charlotte | Ludwig VIII. (Landgraf von Hessen-Darmstadt) ⚭ Charlotte | Ludwig VIII. (Landgraf von Hessen-Darmstadt) ⚭ Charlotte | Ludwig VIII. (Landgraf von Hessen-Darmstadt) ⚭ Charlotte |  |  | Christian Karl Reinhard ⚭ Katharina Polyxena | Christian Karl Reinhard ⚭ Katharina Polyxena | Christian Karl Reinhard ⚭ Katharina Polyxena | Christian Karl Reinhard ⚭ Katharina Polyxena | Christian Karl Reinhard ⚭ Katharina Polyxena | Christian Karl Reinhard ⚭ Katharina Polyxena |  |  |  |  |  |  |  |  |  |  |  |  |  |  |  |  |  |  |  |  |  |  |  |  |  |  |  |  |  |  |  |  |  |  |  |  |  |  |  |  |  |  |  |  |  |  |  |  |
| August Wilhelm (Prinz von Preußen)                        | August Wilhelm (Prinz von Preußen)                        | August Wilhelm (Prinz von Preußen)                        | August Wilhelm (Prinz von Preußen)                        | August Wilhelm (Prinz von Preußen)                        | August Wilhelm (Prinz von Preußen)                        |  |  | Luise Amalie (Prinzessin von Preußen)                                             | Luise Amalie (Prinzessin von Preußen)                                             | Luise Amalie (Prinzessin von Preußen)                                             | Luise Amalie (Prinzessin von Preußen)                                             | Luise Amalie (Prinzessin von Preußen)                                             | Luise Amalie (Prinzessin von Preußen)                                             |  |  | Ludwig IX. (Landgraf von Hessen-Darmstadt)               | Ludwig IX. (Landgraf von Hessen-Darmstadt)               | Ludwig IX. (Landgraf von Hessen-Darmstadt)               | Ludwig IX. (Landgraf von Hessen-Darmstadt)               | Ludwig IX. (Landgraf von Hessen-Darmstadt)               | Ludwig IX. (Landgraf von Hessen-Darmstadt)               |  |  | Karoline                                                 | Karoline                                                 | Karoline                                                 | Karoline                                                 | Karoline                                                 | Karoline                                                 |  |  | Karl (Prinz von Mecklenburg-Strelitz)                                             | Karl (Prinz von Mecklenburg-Strelitz)                                             | Karl (Prinz von Mecklenburg-Strelitz)                                             | Karl (Prinz von Mecklenburg-Strelitz)                                             | Karl (Prinz von Mecklenburg-Strelitz)                                             | Karl (Prinz von Mecklenburg-Strelitz)                                             |  |  | Elisabeth Albertine                                                       | Elisabeth Albertine                                                       | Elisabeth Albertine                                                       | Elisabeth Albertine                                                       | Elisabeth Albertine                                                       | Elisabeth Albertine                                                       |  |  | Georg Wilhelm (Prinz von Hessen-Darmstadt)               | Georg Wilhelm (Prinz von Hessen-Darmstadt)               | Georg Wilhelm (Prinz von Hessen-Darmstadt)               | Georg Wilhelm (Prinz von Hessen-Darmstadt)               | Georg Wilhelm (Prinz von Hessen-Darmstadt)               | Georg Wilhelm (Prinz von Hessen-Darmstadt)               |  |  | Maria Luise                                  | Maria Luise                                  | Maria Luise                                  | Maria Luise                                  | Maria Luise                                  | Maria Luise                                  |  |  |  |  |  |  |  |  |  |  |  |  |  |  |  |  |  |  |  |  |  |  |  |  |  |  |  |  |  |  |  |  |  |  |  |  |  |  |  |  |  |  |  |  |  |  |  |  |
| August Wilhelm (Prinz von Preußen)                        | August Wilhelm (Prinz von Preußen)                        | August Wilhelm (Prinz von Preußen)                        | August Wilhelm (Prinz von Preußen)                        | August Wilhelm (Prinz von Preußen)                        | August Wilhelm (Prinz von Preußen)                        |  |  | Luise Amalie (Prinzessin von Preußen)                                             | Luise Amalie (Prinzessin von Preußen)                                             | Luise Amalie (Prinzessin von Preußen)                                             | Luise Amalie (Prinzessin von Preußen)                                             | Luise Amalie (Prinzessin von Preußen)                                             | Luise Amalie (Prinzessin von Preußen)                                             |  |  | Ludwig IX. (Landgraf von Hessen-Darmstadt)               | Ludwig IX. (Landgraf von Hessen-Darmstadt)               | Ludwig IX. (Landgraf von Hessen-Darmstadt)               | Ludwig IX. (Landgraf von Hessen-Darmstadt)               | Ludwig IX. (Landgraf von Hessen-Darmstadt)               | Ludwig IX. (Landgraf von Hessen-Darmstadt)               |  |  | Karoline                                                 | Karoline                                                 | Karoline                                                 | Karoline                                                 | Karoline                                                 | Karoline                                                 |  |  | Karl (Prinz von Mecklenburg-Strelitz)                                             | Karl (Prinz von Mecklenburg-Strelitz)                                             | Karl (Prinz von Mecklenburg-Strelitz)                                             | Karl (Prinz von Mecklenburg-Strelitz)                                             | Karl (Prinz von Mecklenburg-Strelitz)                                             | Karl (Prinz von Mecklenburg-Strelitz)                                             |  |  | Elisabeth Albertine                                                       | Elisabeth Albertine                                                       | Elisabeth Albertine                                                       | Elisabeth Albertine                                                       | Elisabeth Albertine                                                       | Elisabeth Albertine                                                       |  |  | Georg Wilhelm (Prinz von Hessen-Darmstadt)               | Georg Wilhelm (Prinz von Hessen-Darmstadt)               | Georg Wilhelm (Prinz von Hessen-Darmstadt)               | Georg Wilhelm (Prinz von Hessen-Darmstadt)               | Georg Wilhelm (Prinz von Hessen-Darmstadt)               | Georg Wilhelm (Prinz von Hessen-Darmstadt)               |  |  | Maria Luise                                  | Maria Luise                                  | Maria Luise                                  | Maria Luise                                  | Maria Luise                                  | Maria Luise                                  |  |  |  |  |  |  |  |  |  |  |  |  |  |  |  |  |  |  |  |  |  |  |  |  |  |  |  |  |  |  |  |  |  |  |  |  |  |  |  |  |  |  |  |  |  |  |  |  |
|                                                           |                                                           |                                                           |                                                           |                                                           |                                                           |  |  |                                                                                   |                                                                                   |                                                                                   |                                                                                   |                                                                                   |                                                                                   |  |  |                                                          |                                                          |                                                          |                                                          |                                                          |                                                          |  |  |                                                          |                                                          |                                                          |                                                          |                                                          |                                                          |  |  |                                                                                   |                                                                                   |                                                                                   |                                                                                   |                                                                                   |                                                                                   |  |  |                                                                           |                                                                           |                                                                           |                                                                           |                                                                           |                                                                           |  |  |                                                          |                                                          |                                                          |                                                          |                                                          |                                                          |  |  |                                              |                                              |                                              |                                              |                                              |                                              |  |  |  |  |  |  |  |  |  |  |  |  |  |  |  |  |  |  |  |  |  |  |  |  |  |  |  |  |  |  |  |  |  |  |  |  |  |  |  |  |  |  |  |  |  |  |  |  |
|                                                           |                                                           |                                                           |                                                           |                                                           |                                                           |  |  |                                                                                   |                                                                                   |                                                                                   |                                                                                   |                                                                                   |                                                                                   |  |  |                                                          |                                                          |                                                          |                                                          |                                                          |                                                          |  |  |                                                          |                                                          |                                                          |                                                          |                                                          |                                                          |  |  |                                                                                   |                                                                                   |                                                                                   |                                                                                   |                                                                                   |                                                                                   |  |  |                                                                           |                                                                           |                                                                           |                                                                           |                                                                           |                                                                           |  |  |                                                          |                                                          |                                                          |                                                          |                                                          |                                                          |  |  |                                              |                                              |                                              |                                              |                                              |                                              |  |  |  |  |  |  |  |  |  |  |  |  |  |  |  |  |  |  |  |  |  |  |  |  |  |  |  |  |  |  |  |  |  |  |  |  |  |  |  |  |  |  |  |  |  |  |  |  |
|                                                           |                                                           |                                                           |                                                           |                                                           |                                                           |  |  | Friedrich Wilhelm II. (König von Preußen)                                         | Friedrich Wilhelm II. (König von Preußen)                                         | Friedrich Wilhelm II. (König von Preußen)                                         | Friedrich Wilhelm II. (König von Preußen)                                         | Friedrich Wilhelm II. (König von Preußen)                                         | Friedrich Wilhelm II. (König von Preußen)                                         |  |  | Friederike Luise (Königin von Preußen)                   | Friederike Luise (Königin von Preußen)                   | Friederike Luise (Königin von Preußen)                   | Friederike Luise (Königin von Preußen)                   | Friederike Luise (Königin von Preußen)                   | Friederike Luise (Königin von Preußen)                   |  |  |                                                          |                                                          |                                                          |                                                          |                                                          |                                                          |  |  |                                                                                   |                                                                                   |                                                                                   |                                                                                   |                                                                                   |                                                                                   |  |  | Karl II. (Herzog zu Mecklenburg-Strelitz)                                 | Karl II. (Herzog zu Mecklenburg-Strelitz)                                 | Karl II. (Herzog zu Mecklenburg-Strelitz)                                 | Karl II. (Herzog zu Mecklenburg-Strelitz)                                 | Karl II. (Herzog zu Mecklenburg-Strelitz)                                 | Karl II. (Herzog zu Mecklenburg-Strelitz)                                 |  |  | Friederike Caroline (Herzogin zu Mecklenburg-Strelitz)   | Friederike Caroline (Herzogin zu Mecklenburg-Strelitz)   | Friederike Caroline (Herzogin zu Mecklenburg-Strelitz)   | Friederike Caroline (Herzogin zu Mecklenburg-Strelitz)   | Friederike Caroline (Herzogin zu Mecklenburg-Strelitz)   | Friederike Caroline (Herzogin zu Mecklenburg-Strelitz)   |  |  |                                              |                                              |                                              |                                              |                                              |                                              |  |  |  |  |  |  |  |  |  |  |  |  |  |  |  |  |  |  |  |  |  |  |  |  |  |  |  |  |  |  |  |  |  |  |  |  |  |  |  |  |  |  |  |  |  |  |  |  |
|                                                           |                                                           |                                                           |                                                           |                                                           |                                                           |  |  | Friedrich Wilhelm II. (König von Preußen)                                         | Friedrich Wilhelm II. (König von Preußen)                                         | Friedrich Wilhelm II. (König von Preußen)                                         | Friedrich Wilhelm II. (König von Preußen)                                         | Friedrich Wilhelm II. (König von Preußen)                                         | Friedrich Wilhelm II. (König von Preußen)                                         |  |  | Friederike Luise (Königin von Preußen)                   | Friederike Luise (Königin von Preußen)                   | Friederike Luise (Königin von Preußen)                   | Friederike Luise (Königin von Preußen)                   | Friederike Luise (Königin von Preußen)                   | Friederike Luise (Königin von Preußen)                   |  |  |                                                          |                                                          |                                                          |                                                          |                                                          |                                                          |  |  |                                                                                   |                                                                                   |                                                                                   |                                                                                   |                                                                                   |                                                                                   |  |  | Karl II. (Herzog zu Mecklenburg-Strelitz)                                 | Karl II. (Herzog zu Mecklenburg-Strelitz)                                 | Karl II. (Herzog zu Mecklenburg-Strelitz)                                 | Karl II. (Herzog zu Mecklenburg-Strelitz)                                 | Karl II. (Herzog zu Mecklenburg-Strelitz)                                 | Karl II. (Herzog zu Mecklenburg-Strelitz)                                 |  |  | Friederike Caroline (Herzogin zu Mecklenburg-Strelitz)   | Friederike Caroline (Herzogin zu Mecklenburg-Strelitz)   | Friederike Caroline (Herzogin zu Mecklenburg-Strelitz)   | Friederike Caroline (Herzogin zu Mecklenburg-Strelitz)   | Friederike Caroline (Herzogin zu Mecklenburg-Strelitz)   | Friederike Caroline (Herzogin zu Mecklenburg-Strelitz)   |  |  |                                              |                                              |                                              |                                              |                                              |                                              |  |  |  |  |  |  |  |  |  |  |  |  |  |  |  |  |  |  |  |  |  |  |  |  |  |  |  |  |  |  |  |  |  |  |  |  |  |  |  |  |  |  |  |  |  |  |  |  |
|                                                           |                                                           |                                                           |                                                           |                                                           |                                                           |  |  |                                                                                   |                                                                                   |                                                                                   |                                                                                   |                                                                                   |                                                                                   |  |  |                                                          |                                                          |                                                          |                                                          |                                                          |                                                          |  |  |                                                          |                                                          |                                                          |                                                          |                                                          |                                                          |  |  |                                                                                   |                                                                                   |                                                                                   |                                                                                   |                                                                                   |                                                                                   |  |  |                                                                           |                                                                           |                                                                           |                                                                           |                                                                           |                                                                           |  |  |                                                          |                                                          |                                                          |                                                          |                                                          |                                                          |  |  |                                              |                                              |                                              |                                              |                                              |                                              |  |  |  |  |  |  |  |  |  |  |  |  |  |  |  |  |  |  |  |  |  |  |  |  |  |  |  |  |  |  |  |  |  |  |  |  |  |  |  |  |  |  |  |  |  |  |  |  |
|                                                           |                                                           |                                                           |                                                           |                                                           |                                                           |  |  |                                                                                   |                                                                                   |                                                                                   |                                                                                   |                                                                                   |                                                                                   |  |  |                                                          |                                                          |                                                          |                                                          |                                                          |                                                          |  |  |                                                          |                                                          |                                                          |                                                          |                                                          |                                                          |  |  |                                                                                   |                                                                                   |                                                                                   |                                                                                   |                                                                                   |                                                                                   |  |  |                                                                           |                                                                           |                                                                           |                                                                           |                                                                           |                                                                           |  |  |                                                          |                                                          |                                                          |                                                          |                                                          |                                                          |  |  |                                              |                                              |                                              |                                              |                                              |                                              |  |  |  |  |  |  |  |  |  |  |  |  |  |  |  |  |  |  |  |  |  |  |  |  |  |  |  |  |  |  |  |  |  |  |  |  |  |  |  |  |  |  |  |  |  |  |  |  |
|                                                           |                                                           |                                                           |                                                           |                                                           |                                                           |  |  | Auguste (Kurfürstin von Hessen-Kassel)                                            | Auguste (Kurfürstin von Hessen-Kassel)                                            | Auguste (Kurfürstin von Hessen-Kassel)                                            | Auguste (Kurfürstin von Hessen-Kassel)                                            | Auguste (Kurfürstin von Hessen-Kassel)                                            | Auguste (Kurfürstin von Hessen-Kassel)                                            |  |  | Wilhelmine (Königin der Niederlande)                     | Wilhelmine (Königin der Niederlande)                     | Wilhelmine (Königin der Niederlande)                     | Wilhelmine (Königin der Niederlande)                     | Wilhelmine (Königin der Niederlande)                     | Wilhelmine (Königin der Niederlande)                     |  |  | Friedrich Wilhelm III. (König von Preußen)               | Friedrich Wilhelm III. (König von Preußen)               | Friedrich Wilhelm III. (König von Preußen)               | Friedrich Wilhelm III. (König von Preußen)               | Friedrich Wilhelm III. (König von Preußen)               | Friedrich Wilhelm III. (König von Preußen)               |  |  | Luise (Königin von Preußen)                                                       | Luise (Königin von Preußen)                                                       | Luise (Königin von Preußen)                                                       | Luise (Königin von Preußen)                                                       | Luise (Königin von Preußen)                                                       | Luise (Königin von Preußen)                                                       |  |  |                                                                           |                                                                           |                                                                           |                                                                           |                                                                           |                                                                           |  |  |                                                          |                                                          |                                                          |                                                          |                                                          |                                                          |  |  |                                              |                                              |                                              |                                              |                                              |                                              |  |  |  |  |  |  |  |  |  |  |  |  |  |  |  |  |  |  |  |  |  |  |  |  |  |  |  |  |  |  |  |  |  |  |  |  |  |  |  |  |  |  |  |  |  |  |  |  |
|                                                           |                                                           |                                                           |                                                           |                                                           |                                                           |  |  | Auguste (Kurfürstin von Hessen-Kassel)                                            | Auguste (Kurfürstin von Hessen-Kassel)                                            | Auguste (Kurfürstin von Hessen-Kassel)                                            | Auguste (Kurfürstin von Hessen-Kassel)                                            | Auguste (Kurfürstin von Hessen-Kassel)                                            | Auguste (Kurfürstin von Hessen-Kassel)                                            |  |  | Wilhelmine (Königin der Niederlande)                     | Wilhelmine (Königin der Niederlande)                     | Wilhelmine (Königin der Niederlande)                     | Wilhelmine (Königin der Niederlande)                     | Wilhelmine (Königin der Niederlande)                     | Wilhelmine (Königin der Niederlande)                     |  |  | Friedrich Wilhelm III. (König von Preußen)               | Friedrich Wilhelm III. (König von Preußen)               | Friedrich Wilhelm III. (König von Preußen)               | Friedrich Wilhelm III. (König von Preußen)               | Friedrich Wilhelm III. (König von Preußen)               | Friedrich Wilhelm III. (König von Preußen)               |  |  | Luise (Königin von Preußen)                                                       | Luise (Königin von Preußen)                                                       | Luise (Königin von Preußen)                                                       | Luise (Königin von Preußen)                                                       | Luise (Königin von Preußen)                                                       | Luise (Königin von Preußen)                                                       |  |  |                                                                           |                                                                           |                                                                           |                                                                           |                                                                           |                                                                           |  |  |                                                          |                                                          |                                                          |                                                          |                                                          |                                                          |  |  |                                              |                                              |                                              |                                              |                                              |                                              |  |  |  |  |  |  |  |  |  |  |  |  |  |  |  |  |  |  |  |  |  |  |  |  |  |  |  |  |  |  |  |  |  |  |  |  |  |  |  |  |  |  |  |  |  |  |  |  |
|                                                           |                                                           |                                                           |                                                           |                                                           |                                                           |  |  |                                                                                   |                                                                                   |                                                                                   |                                                                                   |                                                                                   |                                                                                   |  |  |                                                          |                                                          |                                                          |                                                          |                                                          |                                                          |  |  |                                                          |                                                          |                                                          |                                                          |                                                          |                                                          |  |  |                                                                                   |                                                                                   |                                                                                   |                                                                                   |                                                                                   |                                                                                   |  |  |                                                                           |                                                                           |                                                                           |                                                                           |                                                                           |                                                                           |  |  |                                                          |                                                          |                                                          |                                                          |                                                          |                                                          |  |  |                                              |                                              |                                              |                                              |                                              |                                              |  |  |  |  |  |  |  |  |  |  |  |  |  |  |  |  |  |  |  |  |  |  |  |  |  |  |  |  |  |  |  |  |  |  |  |  |  |  |  |  |  |  |  |  |  |  |  |  |
|                                                           |                                                           |                                                           |                                                           |                                                           |                                                           |  |  |                                                                                   |                                                                                   |                                                                                   |                                                                                   |                                                                                   |                                                                                   |  |  |                                                          |                                                          |                                                          |                                                          |                                                          |                                                          |  |  |                                                          |                                                          |                                                          |                                                          |                                                          |                                                          |  |  |                                                                                   |                                                                                   |                                                                                   |                                                                                   |                                                                                   |                                                                                   |  |  |                                                                           |                                                                           |                                                                           |                                                                           |                                                                           |                                                                           |  |  |                                                          |                                                          |                                                          |                                                          |                                                          |                                                          |  |  |                                              |                                              |                                              |                                              |                                              |                                              |  |  |  |  |  |  |  |  |  |  |  |  |  |  |  |  |  |  |  |  |  |  |  |  |  |  |  |  |  |  |  |  |  |  |  |  |  |  |  |  |  |  |  |  |  |  |  |  |
| Friedrich Wilhelm IV. (König von Preußen)                 | Friedrich Wilhelm IV. (König von Preußen)                 | Friedrich Wilhelm IV. (König von Preußen)                 | Friedrich Wilhelm IV. (König von Preußen)                 | Friedrich Wilhelm IV. (König von Preußen)                 | Friedrich Wilhelm IV. (König von Preußen)                 |  |  | Wilhelm I. (Deutscher Kaiser)                                                     | Wilhelm I. (Deutscher Kaiser)                                                     | Wilhelm I. (Deutscher Kaiser)                                                     | Wilhelm I. (Deutscher Kaiser)                                                     | Wilhelm I. (Deutscher Kaiser)                                                     | Wilhelm I. (Deutscher Kaiser)                                                     |  |  | Charlotte (Kaiserin von Russland)                        | Charlotte (Kaiserin von Russland)                        | Charlotte (Kaiserin von Russland)                        | Charlotte (Kaiserin von Russland)                        | Charlotte (Kaiserin von Russland)                        | Charlotte (Kaiserin von Russland)                        |  |  | Carl (preußischer General)                               | Carl (preußischer General)                               | Carl (preußischer General)                               | Carl (preußischer General)                               | Carl (preußischer General)                               | Carl (preußischer General)                               |  |  | Alexandrine (Erbgroßherzogin von Mecklenburg-Schwerin)                            | Alexandrine (Erbgroßherzogin von Mecklenburg-Schwerin)                            | Alexandrine (Erbgroßherzogin von Mecklenburg-Schwerin)                            | Alexandrine (Erbgroßherzogin von Mecklenburg-Schwerin)                            | Alexandrine (Erbgroßherzogin von Mecklenburg-Schwerin)                            | Alexandrine (Erbgroßherzogin von Mecklenburg-Schwerin)                            |  |  | Luise (Prinzessin der Niederlande)                                        | Luise (Prinzessin der Niederlande)                                        | Luise (Prinzessin der Niederlande)                                        | Luise (Prinzessin der Niederlande)                                        | Luise (Prinzessin der Niederlande)                                        | Luise (Prinzessin der Niederlande)                                        |  |  | Albrecht (preußischer General)                           | Albrecht (preußischer General)                           | Albrecht (preußischer General)                           | Albrecht (preußischer General)                           | Albrecht (preußischer General)                           | Albrecht (preußischer General)                           |  |  |                                              |                                              |                                              |                                              |                                              |                                              |  |  |  |  |  |  |  |  |  |  |  |  |  |  |  |  |  |  |  |  |  |  |  |  |  |  |  |  |  |  |  |  |  |  |  |  |  |  |  |  |  |  |  |  |  |  |  |  |